# Pali
Pali er en prakrit, det vil sige et indoarisk sprog fra oldtiden, og buddhismens tidligste hellige sprog. Pali er beslægtet med klassisk sanskrit, men ikke en direkte efterkommer. Man skal tilbage til vedisk eller tidligere for at finde en fælles forfader.
Buddha som levede det nordlige Indien, talte i det mindste ét prakrit-sprog, og måske flere. Buddhas mundtlige lære kom til Sri Lanka i det 4. århundrede f.Kr. og blev der nedskrevet nogle århundreder senere. Den første version af Tripitaka, den hellige skrift i theravada-buddhismen, blev nedskrevet på et standardiseret prakrit som man simpelt hen kaldte "tekstsprog" (pāli-bhāsa), senere forkortet til pāli som betyder "tekst". Fra Sri Lanka og Indien bredte sproget sig til området som nu udgøres af Burma, Thailand, Laos og Cambodja.

## Pali og buddhismen
Foruden Tripitaka er der skrevet mange andre religiøse værker på pali. Det første var Milinda-pañhā, "Milindas spørgsmål", om dialogen mellem munken Nāgasena og den græske konge Menandros ("Milinda" på pali) som regerede i Baktrien i den nordvestlige del af det Indiske Subkontinent. En vigtig palisk forfatter, omkring tusind år efter Buddha, var Buddhaghosa (5. århundrede e.Kr) som først skrev den tykke lærebog Visuddhi-magga, "Vejen til renhed", og senere lange kommentarer til mange tekster i Tripitaka. Han efterfulgtes af den yngre Dhammapāla. Den burmesiske munk Ledi Sayadaw skrev endnu afhandlinger på pali for omkring hundrede år siden.
I slutningen af det 19. århundrede blev Pali Text Society stiftet i Storbritannien for at udgive pali-tekster i original (med latinske bogstaver) og i engelsk oversættelse. Ellers skrives pali også med devanagari og forskellige andre indiske skrifter.
Der er stadig i dag mange som lærer pali. Der reciteres på det i theravada-buddhistiske templer.